# Portelândia
Portelândia è un comune del Brasile nello Stato del Goiás, parte della mesoregione del Sul Goiano e della microregione del Sudoeste de Goiás.
Fondato il 14 novembre 1963, è uno dei quattro comuni enclave del Brasile, totalmente inglobato in quello di Mineiros.
Gli altri tre sono: Arroio do Padre, Águas de São Pedro e Ladário.